# Pohřebnictví
Pohřebnictví je činnost spočívající v pohřbívání, zpopelňování, konzervaci a balzamaci lidských pozůstatků a provozování pohřebišť a krematorií.

## Pohřebnictví v ČR

### Právní úprava
V Česku upravuje výkon pohřebnictví zákon č. 256/2001 Sb., o pohřebnictví.

### Výběr z judikatury
- Obec jest v záležitostech hřbitova, i jedná-li se o hřbitov určitého vyznání, vždy účastnicí na věcech těch zájem mající. (Nález c. k. správního soudního dvora č. 808 z 5. 5. 1887, publ. pod č. Popel. 1170, Budw. 3518)
- Nabytí místa na hřbitově ku zřízení pomníku nezahrnuje v sobě zcizení hřbitovní půdy.(Nález c. k. správního soudního dvora č. 2482 z 22. 9. 1887 , publ. pod č. Popel. 1311, Budw. 3659)
- Užívací právo k rodinné hrobce na obecním hřbitově nelze pokládati za soukromé užívací právo (§ 504 obč. zák.), nelze na ně vésti exekuci ani je pojmouti do konkursní podstaty. (Rozhodnutí Nejvyššího soudu ze dne 15. září 1938, zn. R I 941/38, publ. pod č. Vážný 17261)
- Propůjčení hrobového místa nezakládá vznik vlastnictví k této části pozemku pohřebiště. Hrobové příslušenství je předmětem vlastnictví toho, kdo je pořídil nebo nabyl jiným způsobem nabývání osobního vlastnictví. — Pomník, náhrobek nebo jiná ozdoba hrobu, které mohou být bez znehodnocení hrobu odděleny, mají povahu věcí movitých. (Rozhodnutí Městského soudu v Praze sp. zn. 9 Co 343/76 ze dne 14. 9. 1976, publ. pod č. Rc 9/1979)